# Obu
Ōbu (japanska: 大府市?, Ōbu-shi) är en japansk stad i prefekturen Aichi på den centrala delen av ön Honshu. Staden är belägen strax söder om Nagoya och ingår i denna stads storstadsområde. Obu fick stadsrättigheter 1 september 1970.